# Ikonizität
Ikonizität ist ein Fachbegriff aus der Linguistik, der sich im Wesentlichen auf den Begriff des Ikons im Sinne von Charles Sanders Peirce bezieht. Mit dem Begriff beschreibt man ein Ähnlichkeitsverhältnis zwischen der Oberflächenform eines Sprachzeichens und einem potentiellen Referenten. Häufig wird Ikonizität schlicht als Ähnlichkeit zwischen einem Klang und einer Bedeutung definiert. Diese Definition erweist sich allerdings als zu grob, da es auch Sprachen gibt, die nicht gesprochen, sondern gebärdet werden (siehe unten).
Bereits ab dem 19. Jahrhundert wurde in der Sprachwissenschaft die Ansicht vertreten, dass es ein wesentliches Kennzeichen natürlicher Sprachen sei, dass die Verbindung zwischen einem Zeichen und seinen potentiellen Referenten arbiträr sei, es also keinen direkten Zusammenhang zwischen der Form des Zeichens und der Form seiner potentieller Referenten gibt: Der Klang eines Wortes, sagen wir Sofa, hat nichts damit zu tun, wie ein Sofa beschaffen ist. Es ist also mehr oder weniger Zufall, dass ein Sofa Sofa heißt. Dass es keine direkte Verbindung zwischen Sprachzeichen und Bedeutung gibt, ist auch dadurch belegt, dass viele Sprachen vollkommen andersklingende Wörter für Sofa haben. Die Ansicht, dass Arbitrarität ein wesentliches Kennzeichen natürlicher Sprachen sei, wurde beispielsweise von Georg von der Gabelentz und Ferdinand de Saussure vertreten. Als modernerer Vertreter dieser Ansicht kann Charles Hockett gelten.
Arbitrarität kann als Gegenbegriff zu Ikonizität aufgefasst werden. Bereits Ferdinand de Saussure wies darauf hin, dass nicht alle sprachlichen Zeichen arbiträr sind und es Ausnahmen gibt. Im Deutschen ist etwa das Wort Kuckuck ikonisch, da das Wort und das Geräusch, das seine Referenten machen, in einem Ähnlichkeitsverhältnis stehen. Während die Rolle der Ikonizität in natürlichen Sprachen innerhalb der Sprachwissenschaft zunächst heruntergespielt wurde, rückte sie später vermehrt ins Interesse der Forschung. Mittlerweile geht man nicht mehr davon aus, dass Arbitrarität eine notwendige Eigenschaft natürlicher Sprachen ist, da viele Sprachen über einen mal größeren, mal kleineren Anteil an ikonischen Sprachzeichen enthalten. Das Japanische verfügt beispielsweise über einen relativ großen ikonischen Wortschatz und viele Gebärden in Gebärdensprachen sind ikonisch. Dass Gebärdensprachen einen höheren Ikonizitätsgrad aufweisen als Lautsprachen liegt daran, dass Gebärdensprachen visuelle Sprachen sind und sich so dafür eignen, die visuellen Charakteristika der Welt in ihrem Lexikon abzubilden: Während es beispielsweise nicht möglich ist, dass Lautsprachen über ein ikonisches Wort für Sofa verfügen, da Sofas keine typischen Geräusche machen, haben Sofas visuelle Eigenschaften, die in einer Gebärde abgebildet werden können (Sofas haben typischerweise eine flache, längliche Liegefläche).
Ikonizität und Arbitrarität bilden zwei Pole auf einer Skala. Nicht alle sprachlichen Zeichen lassen sich in diese beiden Kategorien einordnen. Dies lässt sich besonders gut an Gebärdensprachen illustrieren. Die Gebärde für Deutschland in der Deutschen Gebärdensprache wird beispielsweise gebildet, indem man die Hand mit ausgestrecktem Zeigefinger an die Stirn bewegt (der Zeigefinger zeigt nach oben). Auf den ersten Blick könnte man annehmen, die Gebärde sei arbiträr. Die Gebärde bildet jedoch ikonisch eine Pickelhaube nach, hat also einen ikonischen Ursprung. Dennoch ist die Gebärde keinesfalls so transparent, dass jemand, der die Bedeutung der Gebärde nicht kennt, diese Bedeutung erraten könnte. Bei solchen Zwischenstufen zwischen Arbitrarität und Ikonizität spricht man von Motiviertheit.